# Costantino I di Georgia
Costantino I Bagration (in georgiano კონსტანტინე I?, Konstantine I; ... – 1412) fu re della Georgia dal 1405 alla sua morte.

## Biografia
Costantino I era il figlio maggiore di Bagrat V e della sua seconda moglie, Anna di Trebisonda, figlia dell'imperatore Alessio III.
Nel 1400 Costantino fu inviato come ambasciatore presso il signore della guerra turco-mongolo Tamerlano, che da molti anni conduceva un'interminabile serie di attacchi contro il Regno di Georgia. Successivamente Costantino domandò invano al proprio fratellastro regnante, Giorgio VII, di concludere una pace con l'invasore. Nel 1402 Costantino, insieme al principe di Meschezia Ioane Jaqeli, si sottomise a Tamerlano, ma non prese mai parte a guerre contro il proprio paese. Alla morte di Giorgio VII nel 1405, Costantino ascese al trono, approfittando del fatto che il fratellastro era morto senza figli. Il nuovo sovrano lanciò un programma di ricostruzione di ciò che era stato distrutto durante le recenti invasioni timuridi.
Verso il 1411 Costantino I si alleò con lo shirvanshah Ibrahim I e con il governante di Shaki, Sidi Ahmed, al fine di fronteggiare l'avanzata nel Caucaso della tribù oghuz dei Kara Koyunlu. Nella decisiva battaglia di Chalagan, combattuta nel dicembre 1412, Costantino I, suo fratello Davide e lo shirvanshah furono fatti prigionieri. Il comportamento tenuto dal sovrano durante la prigionia fece infuriare il principe turcomanno Kara Yusuf. Costui quindi ordinò che Costantino I, Davide e ben trecento nobili georgiani fossero giustiziati. Secondo Cyril Toumanoff, Kara Yusuf uccise Costantino con le proprie mani.
A Costantino I succedette il figlio maggiore, Alessandro I, destinato a regnare fino alla propria abdicazione nel 1442.

## Famiglia
Costantino I sposò Natela (Natia), figlia di Kutsna, principe-ciambellano (amirejibi) di Georgia ed ambasciatore a Costantinopoli. Da questo matrimonio nacquero tre figli: Alessandro, Giorgio e Bagrat, tutti e tre cooptati dal padre come co-regnanti tra il 1405 ed il 1408.

## Ascendenza
|                           |                       |                          | Genitori      |  |  | Nonni |  |  | Bisnonni             |  |  | Trisnonni              |  |
|                           |                       |                          |               |  |  |       |  |  | Giorgio V di Georgia |  |  | Demetrio II di Georgia |  |
|                           |                       |                          |               |  |  |       |  |  | Giorgio V di Georgia |  |  | Demetrio II di Georgia |  |
|                           |                       | Natela Jaqeli            |               |  |  |       |  |  | Giorgio V di Georgia |  |  |                        |  |
| Davide IX di Georgia      |                       |                          |               |  |  |       |  |  | Giorgio V di Georgia |  |  |                        |  |
|                           |                       | …                        | …             |  |  |       |  |  |                      |  |  |                        |  |
|                           |                       | …                        | …             |  |  |       |  |  |                      |  |  |                        |  |
|                           |                       | …                        | …             |  |  |       |  |  |                      |  |  |                        |  |
| Bagrat V di Georgia       |                       | …                        |               |  |  |       |  |  |                      |  |  |                        |  |
|                           |                       | Qvarqvare I Jaqeli       | Beka I Jaqeli |  |  |       |  |  |                      |  |  |                        |  |
|                           |                       | Qvarqvare I Jaqeli       | Beka I Jaqeli |  |  |       |  |  |                      |  |  |                        |  |
|                           |                       | Qvarqvare I Jaqeli       | …             |  |  |       |  |  |                      |  |  |                        |  |
| Sindukhtar Jaqeli         |                       | Qvarqvare I Jaqeli       |               |  |  |       |  |  |                      |  |  |                        |  |
|                           |                       | …                        | …             |  |  |       |  |  |                      |  |  |                        |  |
|                           |                       | …                        | …             |  |  |       |  |  |                      |  |  |                        |  |
|                           |                       | …                        | …             |  |  |       |  |  |                      |  |  |                        |  |
| Costantino I di Georgia   |                       | …                        |               |  |  |       |  |  |                      |  |  |                        |  |
|                           | Basilio di Trebisonda | Alessio II di Trebisonda |               |  |  |       |  |  |                      |  |  |                        |  |
|                           | Basilio di Trebisonda | Alessio II di Trebisonda |               |  |  |       |  |  |                      |  |  |                        |  |
|                           | Basilio di Trebisonda | Jiajak Jaqeli            |               |  |  |       |  |  |                      |  |  |                        |  |
| Alessio III di Trebisonda | Basilio di Trebisonda |                          |               |  |  |       |  |  |                      |  |  |                        |  |
|                           |                       | Irene di Trebisonda      | …             |  |  |       |  |  |                      |  |  |                        |  |
|                           |                       | Irene di Trebisonda      | …             |  |  |       |  |  |                      |  |  |                        |  |
|                           |                       | Irene di Trebisonda      | …             |  |  |       |  |  |                      |  |  |                        |  |
| Anna di Trebisonda        |                       | Irene di Trebisonda      |               |  |  |       |  |  |                      |  |  |                        |  |
|                           |                       | Niceforo Cantacuzeno     | …             |  |  |       |  |  |                      |  |  |                        |  |
|                           |                       | Niceforo Cantacuzeno     | …             |  |  |       |  |  |                      |  |  |                        |  |
|                           |                       | Niceforo Cantacuzeno     | …             |  |  |       |  |  |                      |  |  |                        |  |
| Teodora Cantacuzena       |                       | Niceforo Cantacuzeno     |               |  |  |       |  |  |                      |  |  |                        |  |
|                           |                       | …                        | …             |  |  |       |  |  |                      |  |  |                        |  |
|                           |                       | …                        | …             |  |  |       |  |  |                      |  |  |                        |  |
|                           |                       | …                        | …             |  |  |       |  |  |                      |  |  |                        |  |
|                           |                       | …                        |               |  |  |       |  |  |                      |  |  |                        |  |